# Refugio Privado da Vida Selvagem de Cerro Dantas
O Refugio Privado da Vida Selvagem de Cerro Dantas (em castelhano:  Refugio de Vida Silvestre Privado Cerro Dantas) é uma área protegida na Costa Rica, administrada no âmbito da Área de Conservação Central. Foi criado em 1998 pelo decreto 26661-MINAE.